# Klaus-Dieter Henkler

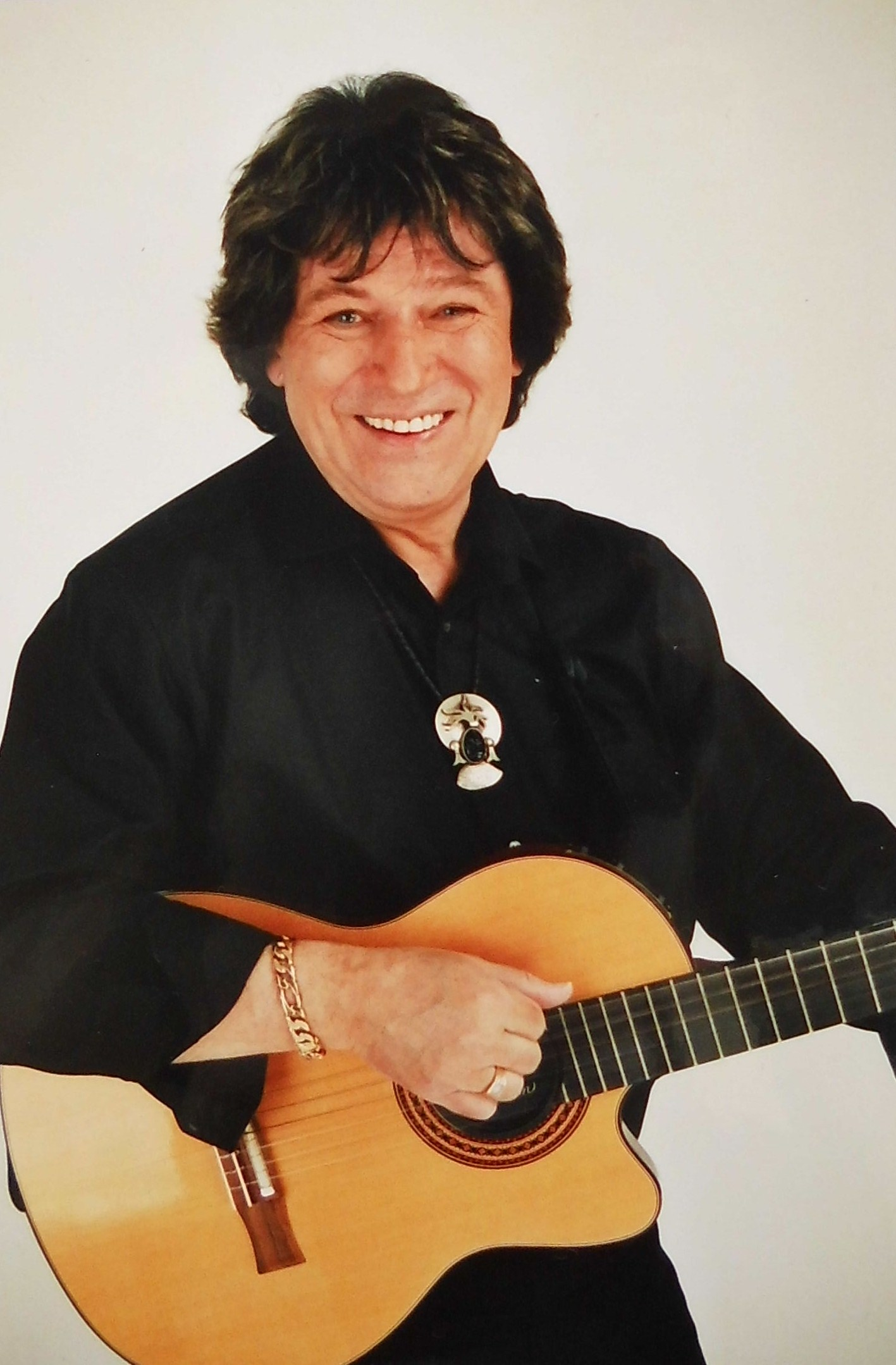
Foto privat: Klaus-Dieter Henkler (2015)

Klaus-Dieter Henkler (* 19. Januar 1944 in Seebenau) ist ein deutscher Sänger, Schauspieler, Synchronsprecher, Komponist und Liedtexter. Henkler bildet zusammen mit Monika Hauff das Berliner Gesangs- und Moderatorenduo Hauff und Henkler.

## Leben
Henkler bekam bereits mit vier Jahren von seinen Eltern ein Akkordeon; später eine Gitarre und ein Klavier geschenkt. Er studierte am Konservatorium in Halle Komposition und Gesang.
Mit Monika Hauff gründete er 1968 das Gesangsduo Hauff und Henkler. Am Anfang des gleichen Jahres – vor der offiziellen Duo-Gründung – nahm er mit Monika Hauff Tausend Fragen von Jürgen Heider und Harro Korth beim Berliner Rundfunk auf. Das Repertoire besteht aus Schlager, Stimmungsliedern, Folklore und Country-Musik. So entstanden rund 300 Titel in 22 Sprachen, darunter der meistgespielte DDR-Schlager Das war ein Meisterschuß. Über zehn Millionen Tonträger verkauften beide bis heute.

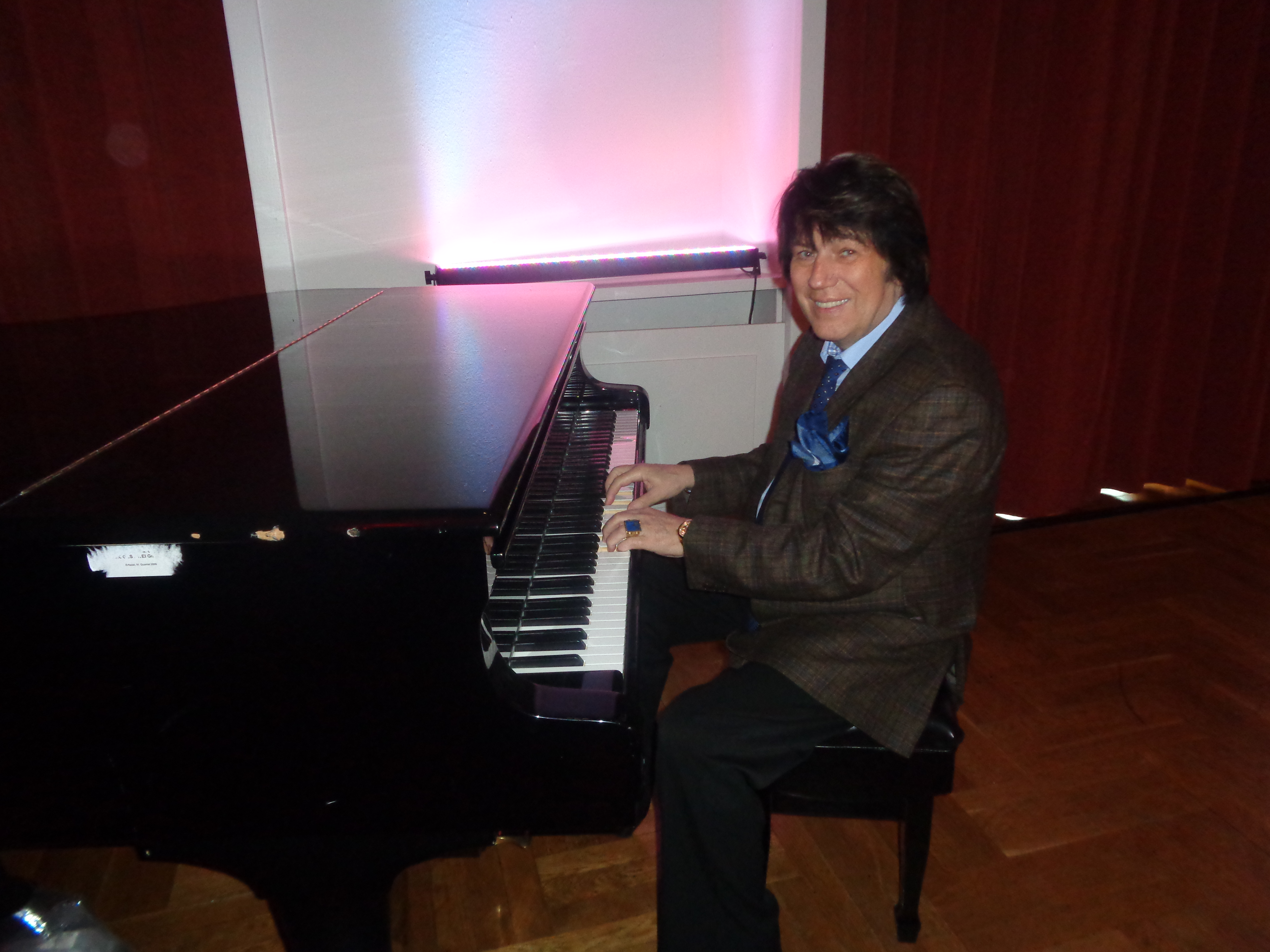
Foto privat: Klaus-Dieter Henkler, Komponist und Texter und Arrangeur

Zwischen 1968 und 1976 nahm er an verschiedenen Schlagerwettbewerben im In- und Ausland teil und belegte dort meist vordere Plätze. 1975 siegten Klaus-Dieter Henkler und Monika Hauff beim Chansonwettberwerb Grand Prix de Paris mit dem Titel Als ich dich heute wiedersah von Reinhard Lakomy und Fred Gertz. 1990 führte ihn die Teilnahme am German Heritage Festival nach New Jersey. Als Schauspieler trat er unter anderem 1971 in der Filmkomödie Du und ich und Klein-Paris neben Evelyn Opoczynski, Renate Geißler und Jaecki Schwarz auf.
Henkler wirkte in vielen Shows des DFF, etwa als Moderator von Ein Kessel Buntes oder als Co-Moderator der Fernsehshow Zwischen Frühstück und Gänsebraten, mit. Zu seinen eigenen Formaten zählen das Notenkarusell von 1968 bis 1972 und Ziehn zwei Musikanten von 1977 bis 1979. Außerdem hatte er ab 1977 Auftritte in den bundesdeutschen Fernsehsendungen Zum Blauen Bock, Musikladen, Kein schöner Land, ZDF-Hitparade und Disco.
Henkler schrieb die Filmmusik zum DEFA-Film Dach überm Kopf von Ulrich Thein.
Der Eiskunstläuferin Katarina Witt widmete er seinen Titel Katarina, der in Zwischen Frühstück und Gänsebraten Premiere feierte.
1994 erhielt er zusammen mit Monika Hauff die Hermann-Löns-Medaille. 2013 und 2014 feierten die beiden ihr 45-jähriges Bühnenjubiläum als Duo. Zu diesem Anlass gab es Live-Auftritte und Fernsehsendungen.